# Bacterievuur

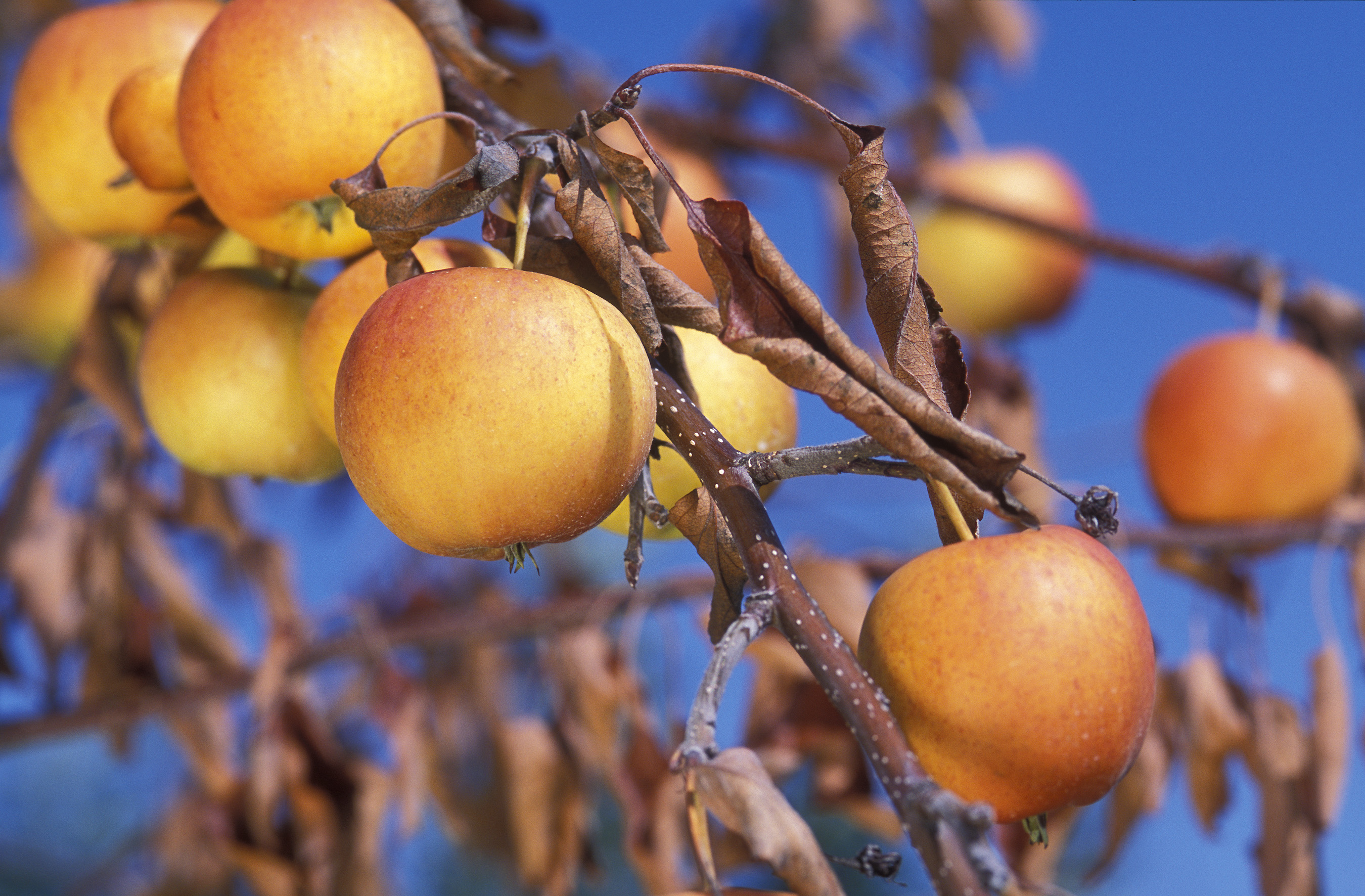
Bacterievuur bij de appel 'Gala'

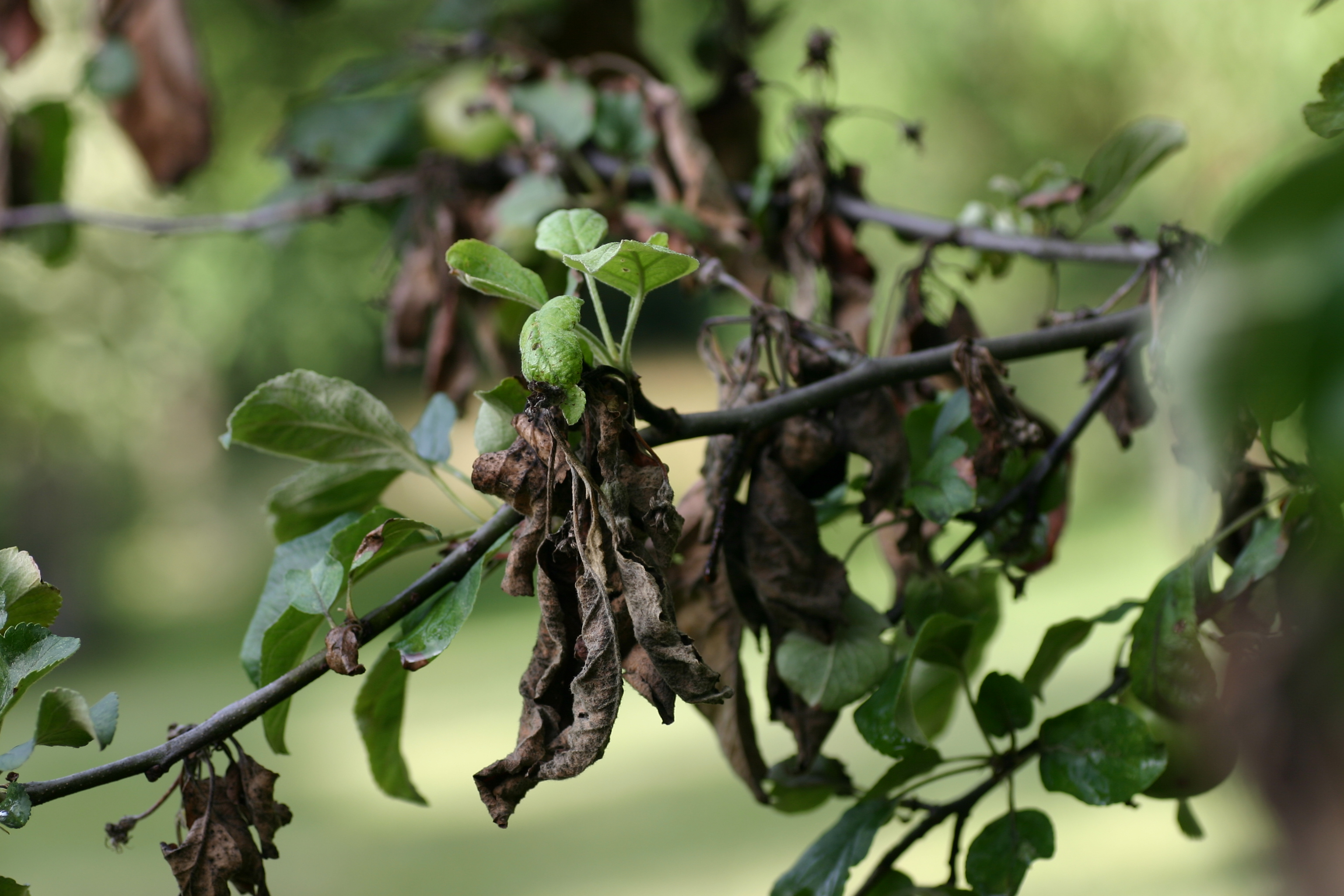
Bacterievuur bij de appel

Bacterievuur, ook wel perenvuur genoemd, is een plantenziekte, veroorzaakt door de bacterie Erwinia amylovora. De kenmerken van de ziekte zijn het bruinzwart verkleuren, verdorren en verschrompelen van bloesems, bladeren en twijgen. De besmettelijke ziekte is een gevaar voor de fruitteelt. Gunstige omstandigheden voor de bacterie kunnen tot een epidemie leiden. Deze zijn een temperatuur tussen de 18 °C en 29 °C, een relatieve luchtvochtigheid van meer dan 60% (warm en broeierig weer), storm en hagelbuien in de zomer, de aanwezigheid van bloesems en van jonge, sappige scheuten aan de waardplanten.
Vooral peren en meidoorns zijn vatbaar voor bacterievuur. De oude naam voor bacterievuur is perenvuur. In Nederland en België is er in de tachtiger jaren van de twintigste eeuw een campagne geweest voor het verwijderen van besmette meidoorns. Hierdoor zijn veel meidoornhagen verdwenen. Vooral meidoorns die oorspronkelijk uit Italië afkomstig waren, bleken vatbaar. Besmetting in (peren)boomgaarden wordt bestreden door het rigoureus verwijderen van aangetast hout. Zeer gevoelig voor bacterievuur zijn verder sommige mispelsoorten. Deze mogen, net als de meidoorn, in bepaalde gebieden ter bescherming van de fruit- en boomteelt niet meer aangeplant worden.
Ook vuurdoorn, appel, sierappel, kweepeer, lijsterbes, meelbes en jeneverbes kunnen worden aangetast. Aangetaste planten worden sterk teruggesnoeid of gerooid. Het besmette plantmateriaal wordt verbrand. Snoeigereedschap wordt na de werkzaamheden met spiritus ontsmet. Hoveniers dienen zichzelf en hun kleding na contact met de bacterie grondig te reinigen om verdere verspreiding te voorkomen.